# Byōbunozoki

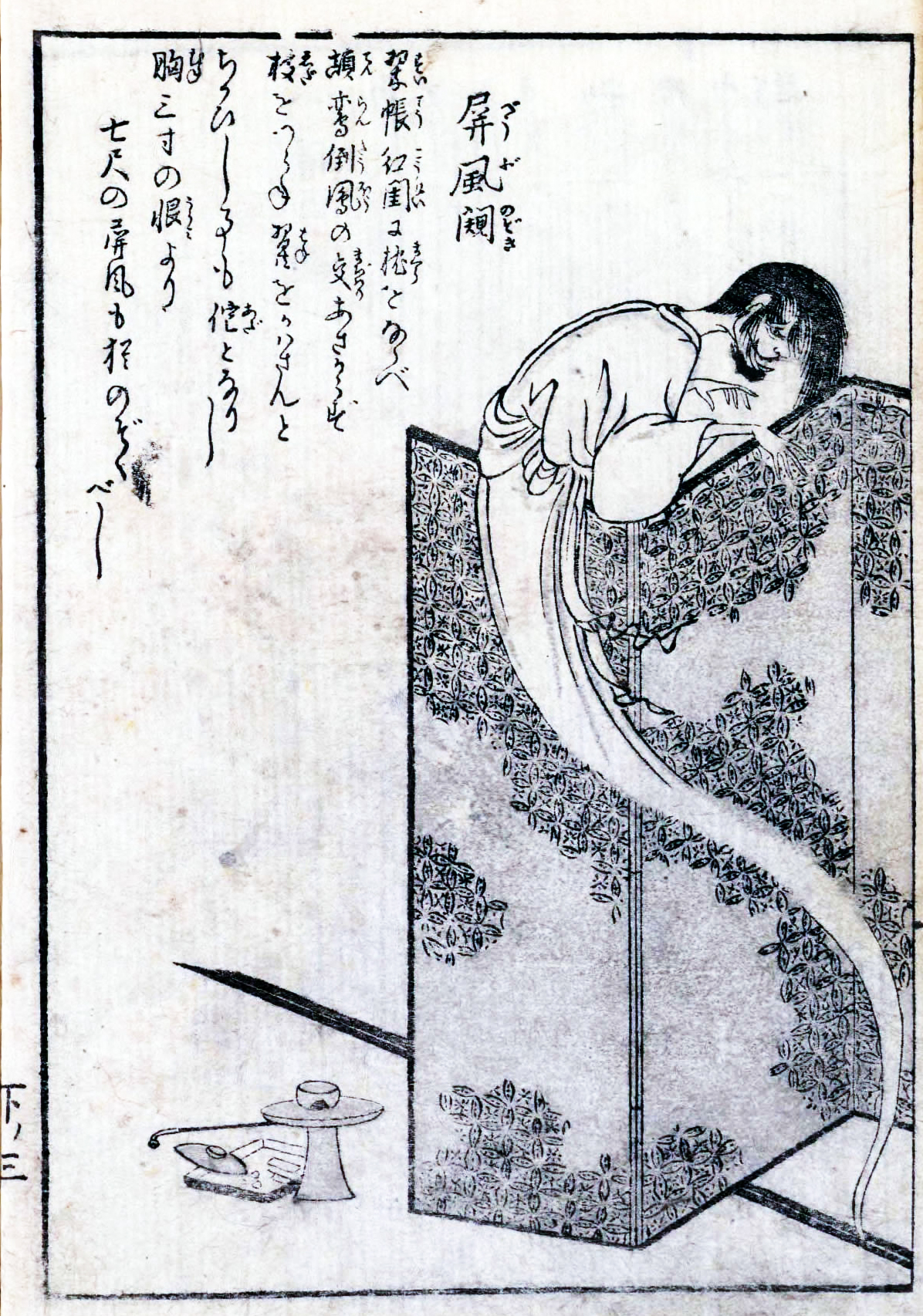
"Byōbunozoki" dal "Konjaku hyakki shūi" di Toriyama Sekien.

Il Byōbunozoki (屛風闚?, lett. "Guardare attraverso il paravento") è uno yōkai del folclore giapponese e appartiene a un gruppo di yōkai chiamati tsukumogami (付喪神?, lett. "fantasmi artefatti"). Appare nella collezione di disegni di yōkai Konjaku hyakki shūi di Toriyama Sekien.

## Descrizione
Secondo il commento presente nel "Konjaku hyakki shūi", il byōbunozoki è uno yōkai che scruta le persone dall'esterno di un paravento (byōbu), anche attraverso un paravento alto due metri. Secondo i classici cinesi, l'imperatore Qin Shi Huang saltò oltre il paravento del palazzo Xianyang quando stava per essere assassinato. Il byōbu alto due metri menzionato nel commento di Sekien si dice sia questo paravento del palazzo Xianyang, per questo motivo, è stato sottolineato che il byōbunozoki è una creazione disegnata da Sekien basata su un classico cinese. C'è anche una teoria secondo cui il Byobukare è uno tsukumogami che ha avuto origine da un paravento pieghevole da camera da letto che ha assistito alle vicende segrete di molti uomini e donne.
Il libro "Tōhoku kaidan no tabi" (東北怪談の旅?, Viaggio nella storia dei fantasmi del Tōhoku) dello scrittore Yamada Norio include la seguente storia di fantasmi della prefettura di Akita, intitolata "Byōbunozoki on'na" (屏風のぞき女?, La donna che sbircia attraverso il paravento). Un samurai di nome Nishida Seizaemon, che viveva a Kakunodate, nel distretto di Senboku, si sposò e divenne famoso per aver sposato una bellissima donna. Tuttavia, la prima notte di nozze, quando Seizaemon cercò di abbracciare la sua nuova moglie a letto, una donna magra con lunghi capelli sciolti li sbirciò da dietro i paraventi che li circondavano. Quando le chiese da dove venisse, lei rispose di essere una Nozoki on'nada (のぞき女だ?, lett. "Donna che sbiarcia"). La notte successiva, la nozoki on'nada apparve nello stesso modo, così Seizaemon smise di montare il paravento e lo mise nel magazzino, e la donna smise di apparire. Il paravento fu poi dedicato al tempio.